# Statskuppen i Turkiet 1960
Statskuppen i Turkiet 1960 (turkiska: 27 Mayıs Darbesi) utfördes av en grupp ur Turkiets militär ledd av och general Cemal Gürsel den 27 maj 1960. Kuppen iscensattes av Alparslan Türkeş, och Cemal Gürsel blev i samband med kuppen Turkiets president, medan den valda regeringen störtades.

### Fotnoter
1. ↑  Jonathan Head (28 maj 2010). ”Turkey's first coup still a raw nerve” (på engelska). BBC. http://www.bbc.com/news/10176915. Läst 13 oktober 2015.